# سيرجيو أدريان فلوريس
سيرجيو أدريان فلوريس (بالإسبانية: Sergio Flores) (12 فبراير 1995 بتوريون في المكسيك - ) هو لاعب كرة قدم مكسيكي في مركز الوسط. شارك مع منتخب المكسيك تحت 20 سنة لكرة القدم. أما مع النوادي، فقد لعب مع نادي غوادالاخارا وCoras FC ‏.

## وصلات خارجية
- سيرجيو أدريان فلوريس على موقع قاعدة بيانات كرة القدم.إي يو (الإنجليزية)
- سيرجيو أدريان فلوريس على موقع Soccerway.com (الإنجليزية)
- سيرجيو أدريان فلوريس على موقع AS.com (الإسبانية)